# II. Artakhsaszjá perzsa király
II. Artakhsaszjá (görög Ἀρταξέρξης, II. Artaxerxész, óperzsa 𐎠𐎼𐎫𐏋𐎠𐏂𐎠, Artaxšaçā, újperzsa اردشیر, Ardašīr, [ærdæˈʃiːr], Kr. e. 453 – Kr. e. 358 februárja/márciusa) perzsa király Kr. e. 404-től haláláig. Melléknevén Mnémón, „a jó emlékezőtehetségű”.

## Élete

### Trónralépte
II. Dárajavaus fiaként született és Kr. e. 404-ben örökölte trónját. Édesanyja, Parüszatisz, jobban szerette ifjabb fiát Kurust, a kit Dárajavaus halálos ágyán Elő-Ázsia helytartójává tett.

### Az ifjabb Kurus támadása
Így nem volt meglepő, hogy Kurus 13 000 görög harcos segítségével megtámadta bátyját, de Kunaxánál vereséget szenvedett és életét vesztette Kr. e. 401-ben.

### Háború a spártaiakkal
Artakhsaszjának meggyűlt a baja II. Agészilaosz spártai királlyal is, aki a kisázsiai görögök segítségére sietett. A perzsa király csak úgy tudta megmenteni birodalmát, hogy anyagi ráfordítással több görög államot Spárta-ellenes szövetségre bírt. Később, Kr. e. 387-ben az antalkidászi békekötéssel ismét visszanyerte uralmát a kisázsiai városok és szigetek fölött.

### Belső bajok
Birodalmán belül sem volt erős a hatalma, ezt mutatja, hogy Euagorasz ciprusi királyt csak nyolc évi hadviselés után tudta adófizetésre kényszeríteni (Kr. e. 376). Egyiptom is újra fellázadt és majdnem függetlenítette magát, más tartományok pedig csak névleg tartoztak a Birodalomhoz.
Családjában sem mentek rendjén a dolgok: utódjául kijelölt fiát, Dárajavaust megölette, aki atyja ellen összeesküdött, mert szeretőjét, az ifjabb Aszpasziát elragadta. Másik két fiát Ariaszpészt és Arszamészt legifjabb fia, (III.) Artakhsaszjá tette el láb alól. A királyt hosszú uralkodás után, 94 éves korában érte a halál.

## Lásd
- Görög–perzsa háborúk